# Dzsumbuj
Az Illatos úti szükséglakás-telep, közkeletű nevén „Dzsumbuj” egykori szükséglakás-telep Budapest IX. kerületében, az Illatos út és a Gubacsi út sarkánál. 
A házak Árkay Bertalan, Benedeki Sándor, Lauber László és Nyíri István tervei alapján épültek.
A telep kedvezőtlen elhelyezkedése (szegregált, gyártelepi környezet, szolgáltatások hiánya), valamint az eleve kicsi és komfort nélküli lakások folyamatosan romló állapota miatt élhetetlenné vált, és nyomorteleppé alakult. Az épületegyüttest 1937–1938 között húzták fel, és 2005–2014 között bontották le.
(A dzsumbuj szó eredetileg városszéli telepet, illetve zűrzavaros állapotokat, zűrzavaros helyzetet jelent.)

## Jellemzők

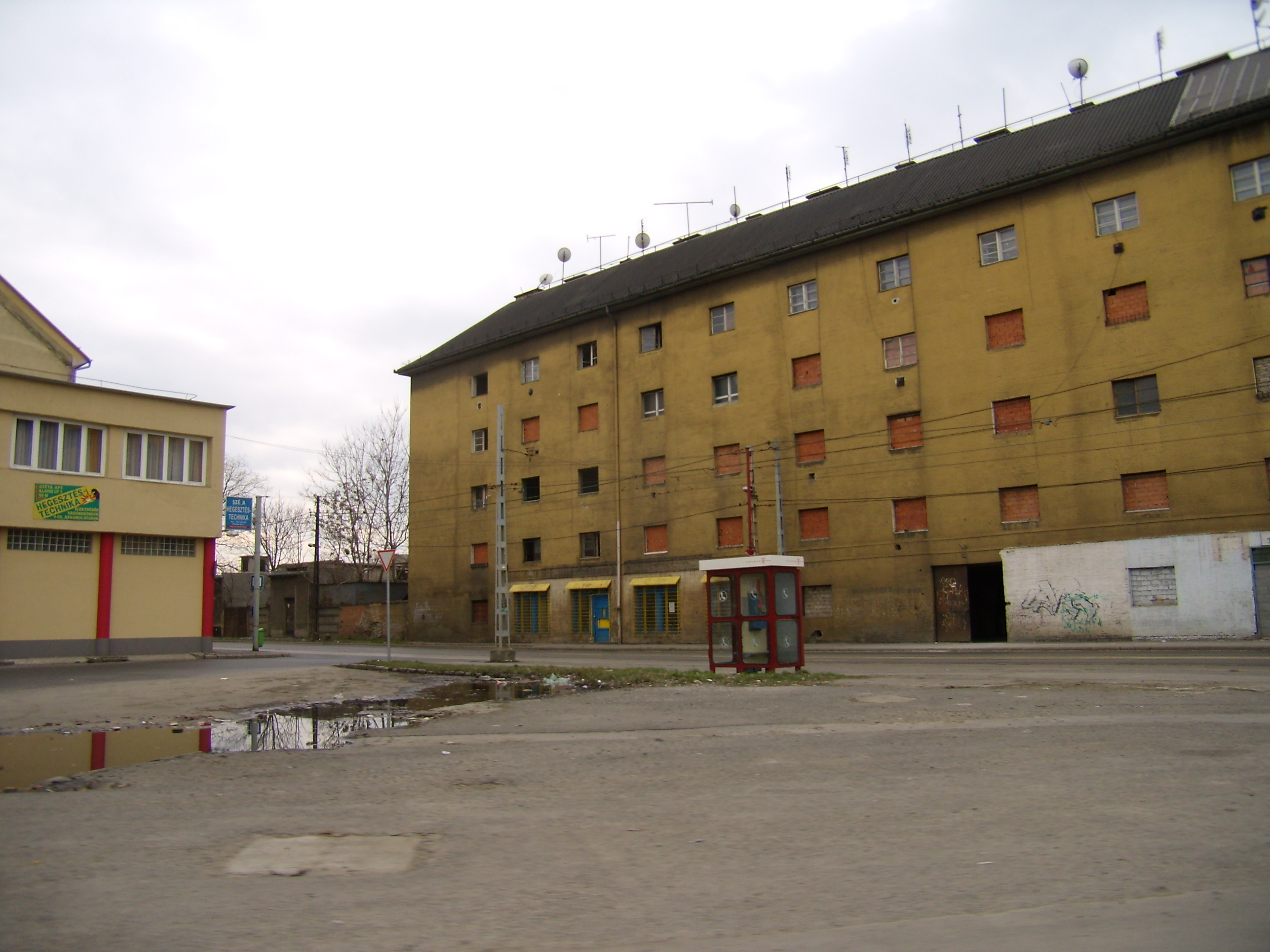
Az épületek egyike 2009-ben

A Dzsumbuj bontása előtt három darab négyszintes ikerépületből állt, melyekben összesen mintegy 300 lakás volt:
- Illatos út 5/A: 89 lakás,
- Illatos út 5/B: 132 lakás,
- Illatos út 5/C: 85 lakás.[3]

## Történelem
A hasonló státuszú és sorsú Hős utcai lakóteleppel azonos időben, 1937–1938 között építették fel, hogy a környéken felszámolt nyomornegyedek lakóinak lakást biztosítsanak. A házakban 28 és 50 m²-es, komfort nélküli lakásokat alakítottak ki. A telepek kialakításakor a négy gyermekes, munkahellyel rendelkező családoknak utalták ki az előző telepekhez képest alig valamivel jobb életfeltételeket biztosító szükséglakásokat. A lakók a folyosókon található fürdőhelyiségeket, mosókonyhákat és wc-ket közösen használták.

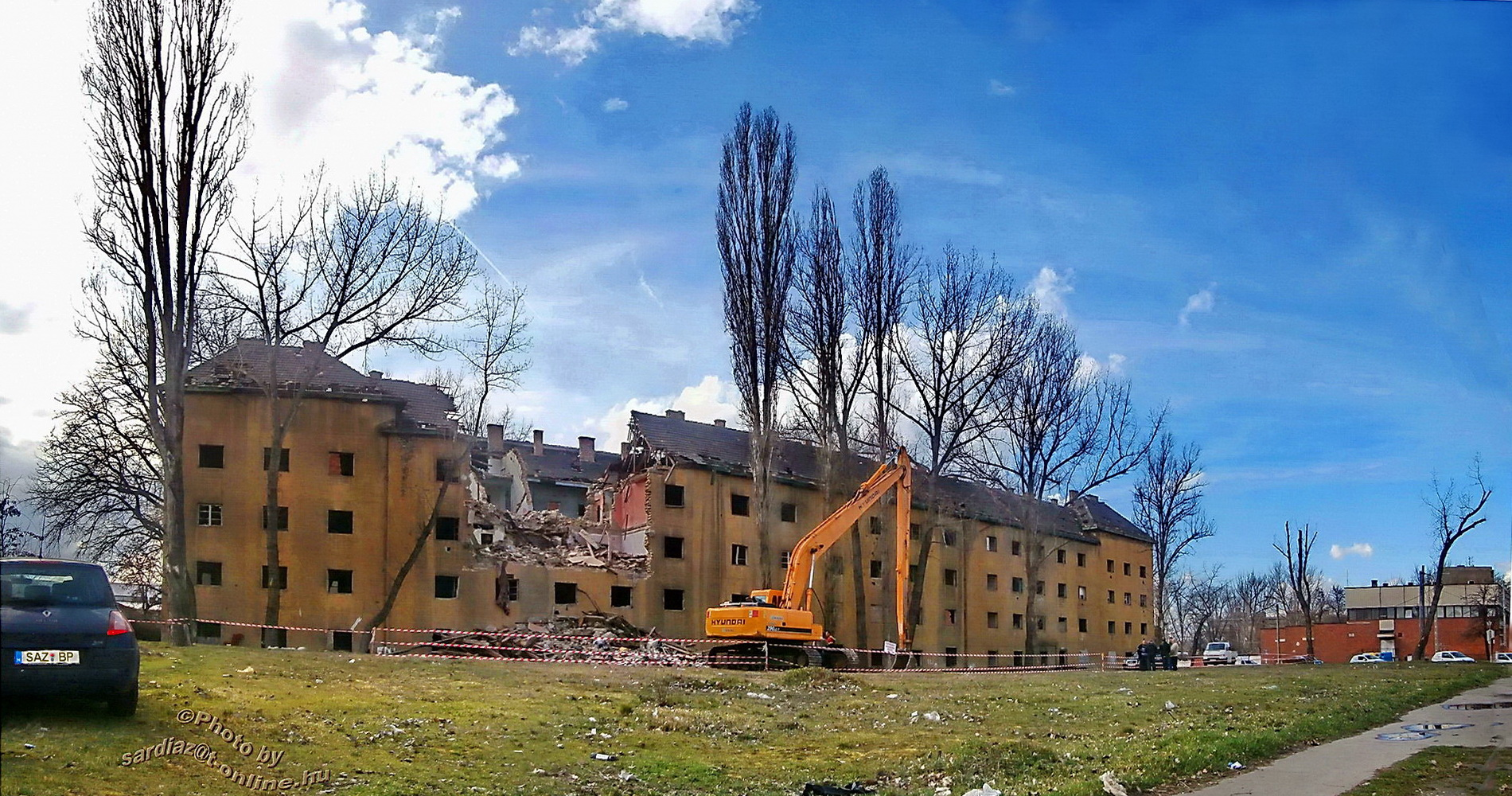
Bontás 2013-ban

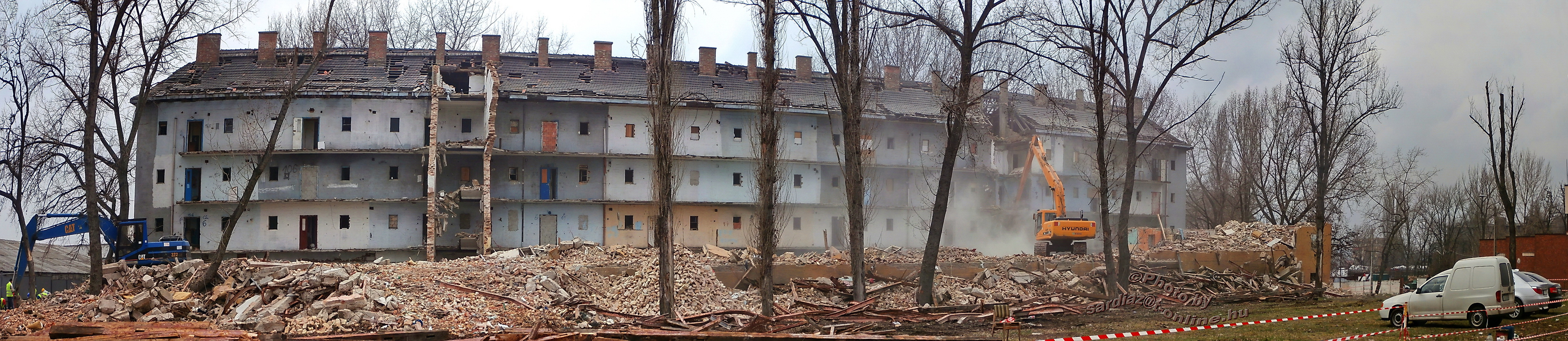
Bontás 2013-ban

A lakások állapota folyamatosan romlott. Az 1980-as években a korábbi lakók mintegy fele az állami lakásprogramoknak köszönhetően kiköltözött. Ugyanakkor még ebben az időben megindult egy erős betelepülési folyamat is; a nyomor körforgásának új bevándorlói vidéki, elszegényedett családok lettek, akik a jobb élet reményében költöztek az elhagyott lakásokba.
A fővárosi és a IX. kerületi önkormányzat 2005-ben szociális városrehabilitációs programot indított a telep felszámolását célozva. Az eredeti tervek szerint kétévente egy épületet bontottak volna le, a lakókat más önkormányzati bérlakásokba költöztetve. A folyamat végül elhúzódott; az 5/A-t 2009-ben, az 5/B-t 2013-ban, az utolsó (5/C) épületet 2014-ben bontották le.

## A „Kis-Dzsumbuj” (Kén utcai minta-munkáslakástelep)[6]
A területtől kissé északra, a Gubacsi út és a Kén utca találkozásánál is volt egy nagyobb, 1897 körül épült (4 épületből álló), házcsoport bedeszkázott ablakokkal, amelyet 2012–2016 között bontottak el. Az épületegyüttest „Kis-Dzsumbujnak” nevezték. Ez a komplexum még a monarchia alatti díszesebb, eklektikus stílusban épült.